# Kingston (Georgia)
Kingston es un pueblo ubicado en el condado de Bartow en el estado estadounidense de Georgia. En el censo de 2000, su población era de 659 habitantes.

## Demografía
En el 2000 la renta per cápita promedia del hogar era de $27.083, y el ingreso promedio para una familia era de $36.667. El ingreso per cápita para la localidad era de $18.319. Los hombres tenían un ingreso per cápita de $28.333 contra $22.353 para las mujeres.

## Geografía
Kingston se encuentra ubicado en las coordenadas 34°14′9″N 84°56′41″O / 34.23583, -84.94472 (34.235749, -84.944648).
Según la Oficina del Censo, la localidad tiene un área total de 2,1 km² (0,8 mi²), de la cual 2,1 km² (0,8 mi²) es tierra y 0 km² (0 mi²) (0.00%) es agua.